# 隱含波動性
隱含波動性（又稱隱含波動價值，在香港普遍稱為引申波幅）是一個計量金融概念。一個期權的隱含波動性是用某個期權定价模型，從該期權的市場價格（權利金）中計算出的波動性。換言之，一個期權的隱含波動性在被代入定价模型後，所得出的理論價格將和該期權的市場價格相吻合。除了期權之外，其他具有嵌入式選擇性的金融工具，如利率上限契約也有隱含波動性。隱含波動性是一種預測未來值，與利用歷史數據得出的歷史波動性不同。

## 数学模型
一般的期權定价模型，如布莱克-斯科尔斯模型，在推算一個期權理論價格時，都需要代入一些要素值。所需的要素值視期權種類和所用的定价模型，而各異。但總逃不過使用一個預測标的资产的未來波動性，{\displaystyle \sigma \,}。以函數代表即是：
{\displaystyle C=f(\sigma ,\cdot )\,}
其中: {\displaystyle C\,} 是期權的理論價格，而　{\displaystyle f()\,} 是個需要輸入 {\displaystyle \sigma \,} 和其他要素值的函數。
{\displaystyle f()\,} 是個隨著 {\displaystyle \sigma \,}　增加而單調增加的函數，也就是說波動價值越大，期權的理論價格也越大。同樣地，因為反函数定理，一個特定的 {\displaystyle C\,}　值只能由一個 {\displaystyle \sigma \,} 推算出。
換言之，假定 {\displaystyle g()=f^{-1}()\,}，於是可得
{\displaystyle \sigma _{\bar {C}}=g({\bar {C}},\cdot )\,}
其中:  {\displaystyle {\bar {C}}\,} 是期權的市場價格。而 {\displaystyle \sigma _{\bar {C}}\,} 是其市場價格 {\displaystyle {\bar {C}}\,} 所隱含的波動性，也就是所謂的隱含波動性。

### 例子
假定有一個以100份XYZ公司無股息股票為標的普通买方期权(也稱看涨期权或認購期權)，代數為　{\displaystyle C_{XYZ}\,}。其履約價是$50，在32天後到期。現在的無風險利率是5%。XYZ公司股票目前交易價是$51.25，而 {\displaystyle C_{XYZ}\,} 目前市場價值是$2.00。如果我們把　{\displaystyle C_{XYZ}\,} 的目前市場價值代入一個布莱克-斯科尔斯模型，將得隱含波動性為18.7%，也就是：
{\displaystyle \sigma _{\bar {C}}=g({\bar {C}},\cdot )=18.7\%\,}
如果我們再把得出的隱含波動性代入定价模型 {\displaystyle f()\,} ，將得理論價格為$2.0004：
{\displaystyle C_{theo}=f(\sigma _{\bar {C}},\cdot )=\$2.0004\,}
顯示利用隱含波動性所推算出的理論價格和該期權的市場價格是相吻合的。